# München (Hirschbach)
München ist ein Gemeindeteil von Hirschbach im Oberpfälzer Landkreis Amberg-Sulzbach, Bayern.

## Geografie
Das Dorf liegt in der nördlichen Frankenalb, etwa drei Kilometer östlich von Hirschbach, auf einer Höhe von 526 m in einem Trockental. Die nächstgelegenen Städte sind Sulzbach-Rosenberg, 13 km südöstlich und Hersbruck, 11 km südwestlich. Eine Gemeindestraße verbindet den Ort mit der 500 m östlich verlaufenden Kreisstraße AS 39. Der ÖPNV bedient den Ort nicht.

## Geschichte
Wann die Gegend besiedelt wurde, ist nicht überliefert. Die kargen, kalkhaltigen Böden waren schwer zu bestellen und der Ort liegt an keinem Fließgewässer. Das Gebiet ist außerdem klimatisch benachteiligt, geprägt durch regenreiche Sommer, lange, strenge Winter und war dadurch für eine landwirtschaftliche Nutzung unattraktiv. Jedoch wurden die zahlreichen Höhlen in der Umgegend, beispielsweise die Bismarckgrotte, das Windloch, Im Klausnerberg und einige weitere bereits seit der Latènezeit bis in die Neuzeit immer wieder als Bestattungsplätze genutzt.:4
Der Weiler wurde in der Bayerischen Uraufnahme in den 1810er Jahren mit sechs Gehöften und fünf kleinen Weihern erfasst. Bis zur Gemeindegebietsreform war München ein Gemeindeteil von Achtel, 1972 wurde diese aufgelöst und die Gemeindeteile nach Hirschbach eingegliedert.

## Sehenswürdigkeiten

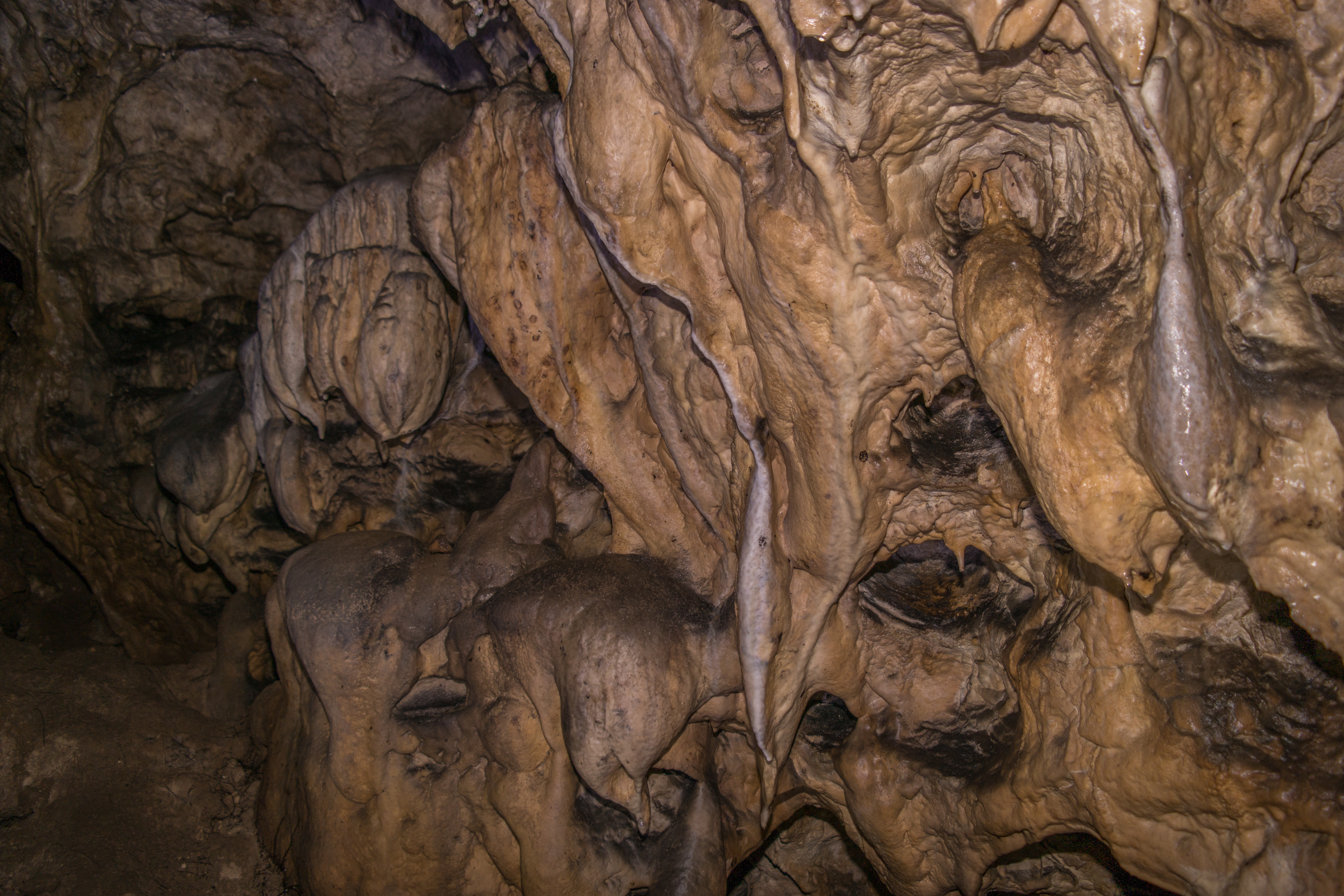
Kälberschlaghöhle (A 14) 05

- Kälberschlaghöhle